# Lingua proto-austronesiana
La lingua proto-austronesiana  (PAN il codice internazionale linguistico) è la ricostruzione linguistica del possibile linguaggio ancestrale da cui sarebbero derivate le lingue austronesiane, una delle maggiori famiglie linguistiche del mondo. Tuttavia, Malcolm Ross (2009) nota che alcuni linguaggi, quali la lingua tsou, la lingua rukai e la lingua puyuma, non sembrano adattarsi alla ricostruzione, che quindi non può pretendere di essere la protolingua di tutta la famiglia. Egli ha quindi introdotto il Nuclear Austronesian (Austronesiano nucleare) di cui è stata effettuata una ricostruzione di base ed includerebbe la lingua proto-maleopolinesiaca, il proto-oceanico, e la lingua proto-polinesiaca. Recentemente, alcuni linguisti tra cui Malcolm Ross e Andrew Pawley hanno ricostruito un grande lessico sia del proto-oceanico che del proto-polinesiaco.

## Fonologia
Il proto-austronesiano è stato ricostruito tramite insiemi di corrispondenze tra le consonanti in vari linguaggi austronesiani, secondo le regole della linguistica comparativa. Anche se in teoria il risultato dovrebbe essere univoco, in pratica, visto il gran numero di lingue interessate ci sono numerose divergenze, spesso piuttosto significative, tra le varie scuole di pensiero, sul numero e la natura dei fonemi del proto austronesiano. Nel passato, i disaccordi concernevano il fatto che certe corrispondenze fossero reali o rappresentassero sporadici sviluppi di particolari linguaggi.

### Ricostruzione di Blust
Di seguito riportiamo alcuni fonemi del proto austronesiano ricostruito da Robert Blust, docente di linguistica alla Università delle Hawaii - Mānoa. La ricostruzione utilizza un totale di 25 consonanti, 4 vocali, e 4 dittonghi. Tuttavia, Blust riconosce che per alcune delle consonanti vi sono ancora dubbi.
- *C: Affricata alveolare sorda
- *c: Affricata palatale sorda
- *q: Occlusiva glottidale sorda
- *z: Affricata palatale sonora
- *D: Occlusiva retroflessa sonora
- *j: palatale o Occlusiva velare sonora
- *S: Fricativa alveolare sorda
- *N: palatale o Laterale approssimante alveolare
- *r: Monovibrante alveolare
- *R: Alveolare o Vibrante uvulare

|                  | Labiale | Labiale | Alveolare           | Alveolare           | Palatale       | Palatale       | Retroflessa | Retroflessa | Velare        | Velare        | Glottidale   | Glottidale   |
| ---------------- | ------- | ------- | ------------------- | ------------------- | -------------- | -------------- | ----------- | ----------- | ------------- | ------------- | ------------ | ------------ |
| Occlusiva Sorda  | p /p/   | p /p/   | t /t/               | t /t/               |                |                |             |             | k /k/         | k /k/         | q /q/ or /ʔ/ | q /q/ or /ʔ/ |
| Occlusiva Sonora | b /b/   | b /b/   | d /d/               | d /d/               |                |                | D /ɖ/       | D /ɖ/       | g /ɡ/; j /ɡʲ/ | g /ɡ/; j /ɡʲ/ |              |              |
| Nasale           | m /m/   | m /m/   | n /n/               | n /n/               | ñ /ɲ/          | ñ /ɲ/          |             |             | ŋ /ŋ/         | ŋ /ŋ/         |              |              |
| Fricativa        |         |         | S /s/               | S /s/               | s /ç/          | s /ç/          |             |             |               |               | h /h/        | h /h/        |
| Affricata        |         |         | C /t͡s/              | C /t͡s/              | c /c͡ç/, z /ɟ͡ʝ/ | c /c͡ç/, z /ɟ͡ʝ/ |             |             |               |               |              |              |
| Laterale         |         |         | l /l/               | l /l/               | N /lʲ/         | N /lʲ/         |             |             |               |               |              |              |
| Vibrante         |         |         | r /ɾ/; R /r/ or /ʀ/ | r /ɾ/; R /r/ or /ʀ/ |                |                |             |             |               |               |              |              |
| Approssimante    | w /w/   | w /w/   |                     |                     | y /j/          | y /j/          |             |             |               |               |              |              |

Le vocali proto austronesianoe sono a, i, u, ə.
| Height | Height | Anteriore | Anteriore | Centrale | Centrale | Posteriore | Posteriore |
| ------ | ------ | --------- | --------- | -------- | -------- | ---------- | ---------- |
| Chiusa | Chiusa | i /i/     | i /i/     |          |          | u /u/      | u /u/      |
| Media  | Media  |           |           | ə /ə/    | ə /ə/    |            |            |
| Aperta | Aperta |           |           | a /a/    | a /a/    |            |            |

I dittonghi sono:
- *-ay
- *-aw
- *-uy
- *-iw

### Ricostruzione di Wolff
Nel 2010, John Wolff ha pubblicato la propria ricostruzione del proto austronesiano in proto austronesian phonology with glossary. Wolff ricostruisce un totale di 19 consonanti, 4 vocali (*i, *u, *a, *e, dove *e = /ə/), 4 dittonghi (*ay, *aw, *iw, *uy), and syllabic stress.
|               | Labiale | Labiale | Alveolare | Alveolare | Palatale | Palatale | Velare | Velare | Glottidale | Glottidale |
| ------------- | ------- | ------- | --------- | --------- | -------- | -------- | ------ | ------ | ---------- | ---------- |
| Sorda         | p /p/   | p /p/   | t /t/     | t /t/     | c /c/    | c /c/    | k /k/  | k /k/  | q /q/      | q /q/      |
| Sonora        | b /b/   | b /b/   | d /d/     | d /d/     | j /ɟ/    | j /ɟ/    | g /ɡ/  | g /ɡ/  | ɣ /ɣ/      | ɣ /ɣ/      |
| Nasale        | m /m/   | m /m/   | n /n/     | n /n/     |          |          | ŋ /ŋ/  | ŋ /ŋ/  |            |            |
| Fricativa     |         |         |           |           | s /s/    | s /s/    |        |        | h /h/      | h /h/      |
| Laterale      |         |         | l /l/     | l /l/     | ɬ /ɬ/    | ɬ /ɬ/    |        |        |            |            |
| Approssimante | w /w/   | w /w/   |           |           | y /j/    | y /j/    |        |        |            |            |

La tavola seguente illustra le differenze tra i fonemi proto-austronesiani di Wolff e quelli di Blust. Le maggiori differenze sono evidenziate in grassetto.
| Wolff | Blust   |
| ----- | ------- |
| p     | p       |
| t     | C, t    |
| k     | k       |
| none  | T, c    |
| q     | q       |
| b     | b       |
|       | d       |
| d     | D       |
| j     | z       |
|       | Z       |
| g     | j       |
|       | g       |
| ɣ     | ʀ       |
| m     | m       |
| n     | n       |
| ɬ     | ñ, N, L |
| ŋ     | ŋ       |
| l     | l       |
|       | r       |
| c     | s       |
| s     | S       |
| h     | H1 (H2) |
| w     | w       |
| y     | y       |

### Altre ricostruzioni
Secondo Malcolm Ross, I seguenti aspetti del sistema di Blust sono incontrovertibili: le labiali (p b m w); le velari k ŋ; y; R; le vocali; ed i 4 dittonghi. C'è disaccordo rispetto alle postvelari (q ʔ h) ed alle velari g j, e sul fatto che ci siano altri dittonghi; a parte ciò, c'è buona concordanza tra le ricostruzioni di Ross e Blust.
Le maggiori diversità si hanno rispetto alle consonanti coronali. La seguente parte dell'articolo si basa su Ross (1992).
La ricostruzione di Dempwolff della lingua proto maleopolinesiaca del 1930 include le consonanti dentali t d n l; le retroflesse ṭ ḍ ḷ; e le palatali t' d' n'. Include pure le palatali k' g', che sono un'aggiuntiva fonte di dispute.
Dyen, include dati relativi ai linguaggi formosani, espandendo il set di Dempwolff delle consonanti coronali. La ṭ di Dempwolff's viene divisa in tre: T C Z; la ḷ in r S X x; la t' in s1 s2; e l ḍ d' n' k' g' vengono riscritte come L N D z ñ c j.
Tsuchida, parte dal sistema di Dyen's, in aggiunta separa d in D1 D2 D3 D4. Egli pensa inoltre che la c di Dyen (la k' di Dempwolff) non possa essere ricostruita per il proto austronesiano. (In più separa la w di Dyen's in w W e la q in Q, ma queste ricostruzioni non sono accettate dagli studiosi successivi.)
Dahl riduce D1 D2 D3 D4 di Tsuchida in d3 d2 d1 d3 (dove il nuovo d3 combina I vecchi D1 and D4) e colloca S X x di Dyen in un singolo fonema S. Accetta la c di Dyen ma non accetta T D. (In più ha rinotato diversi fonemi in un modo non accettato dagli studiosi.)
Blust basa il suo sistema su una combinazione di quelli di Dyen, Tsuchida e Dahl, e tenta du ridurre il numero totale di fonemi. Accetta la ricostruzione di Dahlche riduce S X x di Dyen's in S ma non accetta la separazione della d di Dyen operata daTsuchida e Dahl'; in più, riduce s1 s2 di Dyen's nel singolo fonema s. Rispetto a Dyen, ne accetta la c ma è esitante rispetto a T e D. (Più recentemente, Blust pare aver accettato la D ma rigetta la T, ed anche la Z.)
Anche Ross tenta di ridurre il numero di fonemi, ma in un modo differente:
- Di Dahl accetta d1 d2 d3 e la Z. Notando che la distinzione tra d1 and d2 d3 è ricostruibile solo dal gruppo di lingue Formosane: Amis, proto-puyuma e proto-paiwan, e che solo dal proto-paiwan si ha la possibilità di dimostrare (in tre modi) la distinzione tra d1 d2 d3; mentre la distinzione tra Z e d1 è ricostruibile solo per il proto-rukai ed il proto-maleopolinesiaco, ma non per i precedenti tre gruppi. Tuttavia, egli ritiene (contro Blust) che la distinzione tra questi fonemi sia un'eredità del proto-austronesiano più che un'innovazione dei rispettivi gruppi.
- Nota che d1 occorrono solo nei morfemi iniziali, mentre r occorre solo nei morfemi non iniziali.
- Non accetta i fonemi c z ñ per il proto-austronesiano, ed asserisce che nessuno di essi è "facilmente ricostruibile" al di fuori del proto-maleopolinesiaco. Inoltre, mentre ritiene che la ñ sia un'innovazione del proto-maleopolinesiaco, c e z convergano su *s e *d solo in una limitata area occidentale dell'Indo-Malesia.[8].

Ross ricostruisce le consonanti coronali in modo differente: C S l d3 diventano retroflesse (rispettivamente, /tʂ/; /ʂ/ or /ʃ/; /ɭ/ or /ɽ/; /ɖ/), mentre s e L (in Blust è N) siano le dentali /s/ ed /l/, contrariamente alla ricostruzione di Blust come dentali e palatali rispettivamente. Concordemente con Ross, questo si basa sui risultati relativi agli studi sui linguaggi Formosani e Giavanesi

## Cambiamenti fonemici
Mentre il proto-austronesiano mutava in proto maleopolinesiaco, proto-oceanico, e proto-polinesiaco, l'insieme dei fonemi andava riducendosi per la fusione di suoni che precedentemente erano separati in un unico suono. 3 fusioni sono state osservate dal Proto-austronesiano al Proto-Maleopolinesiaco, 9 dal Proto-Oceanico al Proto-Polinesiaco. Quindi il Proto-austronesiano ha il più elaborato sistema di suoni, mentre il Proto-Polinesiaco ha il più basso numero di fonemi. Ad esempio, l'hawaiiano è celebre per avere solo 8 consonanti, ed anche la lingua māori ha solo 10 consonanti. Queste sono drastiche riduzioni rispetto alle 25 del Proto-austronesiano che era parlato originariamente a Taiwan o nel sud della Cina.
Blust ha anche osservato le seguenti mutazioni tra il Proto-austronesiano ed il Proto-Maleopolinesiaco.
| Proto-austronesiano | Proto-Maleopolinesiaco |
| ------------------- | ---------------------- |
| *C/t                | *t                     |
| *N/n                | *n                     |
| *S/h                | *h                     |
| *eS                 | *ah                    |

Secondo Wolff (2010:241), lo sviluppo del Proto-Maleopolinesiaco dal Proto-austronesiano include questi tre cambiamento di suono.
- PAn *ɬ > PMP *ñ, l, n
- PAn *s > PMP *h
- PAn *h > PMP *Ø

Il Proto-Oceanico fonde ancora altri fonemi. Questo è il motivo per cui le moderne lingue polinesiane hanno il numero di consonanti più basso al mondo.
| Proto-Maleopolinesiaco | Proto-Oceanico |
| ---------------------- | -------------- |
| *b/p                   | *p             |
| *mb/mp                 | *b             |
| *c/s/z/j               | *s             |
| *nc/nd/nz/nj           | *j             |
| *g/k                   | *k             |
| *ŋg/ŋk                 | *g             |
| *d/r                   | *r             |
| *e/-aw                 | *o             |
| *-i/uy/iw              | *i             |

Particolari cambiamenti di suono che occorrono all'interno delle famiglie linguistiche Austronesiane sono:
- Proto-Oceanico *t > k in Hawaiano, Samoano ed in Lingua luanguia[10]
- Proto-Polinesiaco *l ed *r > ŋg in lingua rennellese
- Proto-Oceanico *w ed *y > p in lingua levei e lingua drehet
- Proto-Maleopolinesiaco *w, *b > lingua sundanese c-, -nc-

### Voice system
I linguaggi austronesiani di Taiwan, del Borneo, e delle Filippine sono noti per l'inusuale allineamento morfosintattico, che è infatti conosciuto come allineamento austronesiano. Questo allineamento doveva essere presente nel Proto-austronesiano. A differenza del Proto-austronesiano, tuttavia la sintassi del Proto-Oceanico non faceva uso della morfologia presente nei linguaggi che utilizzano l'allineamento austronesiano come le lingue delle Filippine. Nei linguaggi polinesiani, la morfologia verbale è relativamente semplice.
Qui sotto una tavola di John Wolff, relativa al sistema di voci verbali del Proto-austronesiano, da Blust (2009:433).
|                      | Indipendente (non-passato) | Indipendente (passato) | Futuro-generale action | Dependent | Subjunctive |
| -------------------- | -------------------------- | ---------------------- | ---------------------- | --------- | ----------- |
| Actor voice          | -um-                       | -inum-                 | ?                      | ø         | -a          |
| Direct passive       | -en                        | -in-                   | r- -en                 | -a        | ?           |
| Local passive        | -an                        | -in-an                 | r- -an                 | -i        | -ay         |
| Instrumental passive | i-                         | i- -in- (?)            | ?                      | -an (?)   | ?           |

### Interrogativo
La seguente tabella confronta i termini interrogativi tra il Proto-austronesiano ed il Proto-Maleopolinesiaco.
| Italiano | Proto-austronesiano | Proto-Maleopolinesiaco |
| -------- | ------------------- | ---------------------- |
| cosa?    | *(n)-anu            | *apa                   |
| chi?     | *(si)-ima           | *i-sai                 |
| dove?    | *i-nu               | *i nu                  |
| quando?  | *ija-n              | *p-ijan                |
| come?    | *(n)-anu            | *ku(j)a                |

Attualmente la più completa ricostruzione del sistema di marcatori di caso nel Proto-austronesiano è offerto da Malcolm Ross.
|            | Nomi comuni | Singolare nomi propri | Plurale nomi propri |
| ---------- | ----------- | --------------------- | ------------------- |
| Neutro     | *[y]a, *u   | *i                    | –                   |
| Nominativo | *k-a        | *k-u                  | –                   |
| Genitivo   | *n-a, *n-u  | *n-i                  | *n-i-a              |
| Accusativo | *C-a, *C-u  | *C-i                  | –                   |
| Obliquo    | *s-a, *s-u  | –                     | –                   |
| Locativo   | *d-a        | –                     | –                   |

Importante: le voci grammaticali del Proto-austronesiano includono la congiunzione *na ed il locativo *i.

## Morfologia
La morfologia e la sintassi sono spesso difficili da separare nelle lingue Austronesiane, in particolare nelle lingue delle Filippine. Questo perché la morfologia dei verbi spesso influisce sulla costruzione di tutto il resto della frase.

### Affissi, prefissi e suffissi
Di seguito alcuni affissi, prefissi e suffissi del Proto-austronesiano ricostruiti da Robert Blust. Per esempio, *pa- veniva usato per indicare non-staticità, mentre *pa-ka indicava staticità (Blust 2009:282). 
| Affisso     | Significato |
| ----------- | --- |
| *ka-        | Aspetto verbale (solo nel Formosano), statico, tempo passato, forma astrata di un nome, modo in cui viene effettuata un'azione, participio passato |
| *ma-        | statico |
| *maka-      | abilitativo |
| *maki/paki  | petitivo (petizione per qualcosa) |
| *maŋ        | voce umana |
| *paŋ        | voce strumentale |
| *maʀ-       | voce umana |
| *paʀ-       | nome strumentale |
| *mu-        | movimento |
| *pa(-ka-)   | causativo |
| *paʀi-      | azione reciproca/collettiva |
| *qali/kali- | connessione col mondo spirituale |
| *Sa-        | voce strumentale |
| *Si-        | voce strumentale |
| *-an        | imperativo |
| *Sika-      | numerale ordinale |
| *ta(ʀ-)     | azione improvvisa, inaspettata o accidentale |
| *-um-       | transitivo, ecc. |
| *-in-       | perfettivo, nominativo |
| *-ar-       | plurale |
| *-an        | voce locativa |
| *-i         | imperativo |
| *-en        | patient voice |
| *-a         | imperative |
| *-ay        | futuro |
| *ka- -an    | passive avversativo, nome astratto |

### Reduplicazione
La reduplicazione CV (consonante + vocale) è piuttosto comune tra le lingue Austronesiane. Nel Proto-austronesiano, la reduplicazione Ca (consonante + /a/) era usata per contare gli umani, mentre la non-reduplicazione serviva per contare oggetti inanimati. Nella lingua Ilocana, la reduplicazione CV era utilizzata per rendere un nome plurale.
Modelli di Reduplicazione (Blust 2009):
- Completa reduplicazione
- Completa reduplicazione + affisso
- Completa reduplicazione - la coda
- Completa reduplicazione - ultima vocale
- Completa reduplicazione con mutazione vocalica o consonantica od entrambe
- Completa reduplicazione con sillabe consecutive identiche
- Reduplicazione a sinistra
- Reduplicazione a destra
- Reduplicazione CVC
- Reduplicazione CV (indica aspetti durevoli, collettivi o intensivi a Bunun; futuro a Tagalog)
- Reduplicazione CV + affisso
- Reduplicazione Ca
- Estensione di un segmento fisso
- Infisso Reduplicativo
- Reduplicazione di Suffisso sillabico

Altri modelli meno comuni (Blust 2009):
- Reduplicazione vuota (a Paamese)
- Completa reduplicazione - iniziale (Anejom nelle Vanuatu meridionali)
- Completa reduplicazione + scivolamento iniziale (lingua kosrae)
- Vera Reduplicazione CV (Pangasinan)
- Reduplicazione trisillabica destra (lingua manam)
- Doppia reduplicazione (Woleaian)
- Triplicazione (solo nella lingua thao)
- Reduplicazione Seriale (solo nella lingua thao)

## Vocabolario

### Pronomi
I seguenti pronomi personali del Proto-austronesiano e Proto-Maleopolinesiaco sono stati ricostruiti da Robert Blust.
| Tipo            | Italiano           | Proto-austronesiano | Proto-Maleopolinesiaco |
| --------------- | ------------------ | ------------------- | ---------------------- |
| 1s.             | "Io"               | *i-aku              | *i-aku                 |
| 2s.             | "tu"               | *i-(ka)Su           | *i-kahu                |
| 3s.             | "egli/ella/esso"   | *si-ia              | *si-ia                 |
| 1p. (inclusivo) | "noi (e voi)"      | *i-(k)ita           | *i-(k)ita              |
| 1p. (esclusivo) | "noi (ma non voi)" | *i-(k)ami           | *i-(k)ami              |
| 2p.             | "tutti voi"        | *i-kamu             | *i-kamu, ihu           |
| 3p.             | "essi"             | *si-ida             | *si-ida                |

Nel 2006, Malcolm Ross ha anche proposto sette differenti categorie pronominali personali. Le categorie sono indicate qui sotto, nella forma Proto-austronesiana della prima persona singolare.
1. Neutro (e.g., PAN *i-aku)
2. Nominativo 1 ( PAN *aku)
3. Nominativo 2 ( PAN *=ku, *[S]aku)
4. Accusativo ( PAN *i-ak-ən)
5. Genitivo 1 ( PAN *=[a]ku)
6. Genitivo 2 ( PAN *(=)m-aku)
7. Genitivo 3 ( PAN *n-aku)

### Sostantivi
Il vocabolario Proto-austronesiano relativo all'agricoltura ed altre innovazioni tecnologiche include:
- *pajay: risaia
- *beRas: riso semilavorato
- *Semay: riso cotto
- *qayam: uccello ("animale domestico" in PMP)
- *manuk: pollo (PMP *manu-manuk significa "uccello")
- *babuy: maiale
- *qaNuaŋ: carabao
- *kuden: pentola di terracotta
- *SadiRi: totem
- *busuR: arco
- *panaq: volo di una freccia
- *bubu: trappola per pesci
- *tulaNi: flauto nasale in bamboo

Il Proto-Maleopolinesiaco include:
- *puqun: base di un albero; origine, causa
- *sumpit: cerbottana
- *haRezan: scaletta (usata per entrare sulle palafitte)
- *taytay: ponte sospeso in bamboo (POc *tete "scala, ponte")
- *kaka: fratello più anziano dello stesso sesso
- *huaji: fratello più giovane dello stesso sesso
- *ñaRa: fratello di una donna
- *betaw: sorella di un uomo

Il Proto-Maleopolinesiaco ha molti termini per indicare la casa:
- *balay (casa, edificio ad uso pubblico)
- *Rumaq (casa unifamigliare)
- *banua (zona, villaggio, casa, campagna, cielo, paradiso)
- *lepaw (granaio)
- *kamaliR (ritrovo per scapoli)

| Parti del corpo | Proto-austronesiano | Proto-Maleopolinesiaco | Proto-Oceanico   | Proto-Polinesiaco |
| --------------- | ------------------- | ---------------------- | ---------------- | ----------------- |
| mano            | *(qa)lima           | *(qa)lima              | *lima            | *lima             |
| gamba, piede    | *qaqay              | *qaqay                 | *waqe            | *waqe             |
| testa           | *qulu               | *qulu                  | *qulu            | *qulu             |
| occhio          | *maCa               | *mata                  | *mata            | *mata             |
| orecchio        | *Caliŋa             | *taliŋa                | *taliŋa          | *taliŋa           |
| naso            | *mujiŋ              | *ijuŋ                  | *isuŋ            | *isu              |
| bocca           | *ŋusu               | *baqbaq                | *papaq           | *ŋutu             |
| sangue          | *daRaq              | *daRaq                 | *draRaq          | *toto             |
| fegato          | *qaCay              | *qatay                 | *qate            | *qate             |
| osso            | *CuqelaN            | *tuqelaŋ               | *suri            | *hui              |
| pelle           | *qaNiC              | *kulit                 | *kulit           | *kili             |
| dorso           | *likud              | *likud                 | *muri, *takuRu   | *tuqa             |
| pancia          | *tiaN               | *tian, *kempuŋ         | *tian            | *manawa           |
| intestino       | *Cinaqi             | *tinaqi                | *tinaqi          |                   |
| seno            | *susu               | *susu                  | *susu            | *susu, *huhu      |
| spalla          | *qabaRa             | *qabaRa                | *(qa)paRa        | *uma              |
| testa           | *qulu               | *qulu                  | *qulu, *bwatu(k) | *qulu             |
| collo           | *liqeR              | *liqeR                 | *Ruqa, *liqoR    | *ua               |
| dente           | *nipen              | *ipen, *nipen          | *nipon, *lipon   | *nifo             |

| Parenti               | Proto-austronesiano | Proto-Maleopolinesiaco | Proto-Oceanico | Proto-Polinesiaco |
| --------------------- | ------------------- | ---------------------- | -------------- | ----------------- |
| persona, essere umano | *Cau                | *tau                   | *taumataq      | *taŋata           |
| madre                 | *t-ina              | *t-ina                 | *tina          | *tinana           |
| padre                 | *t-ama              | *t-ama                 | *tama          | *tamana           |
| bimbo                 | *aNak               | *anak                  | *natu          | *tama             |
| uomo, maschio         | *ma-Ruqanay         | *laki, *ma-Ruqanay     | *mwaRuqane     | *taqane           |
| donna, femmina        | *bahi               | *bahi                  | *pine, *papine | *fafine           |
| casa                  | *Rumaq              | *Rumaq, *balay, *banua | *Rumwaq        | *fale             |

| Animale   | Proto-austronesiano | Proto-Maleopolinesiaco | Proto-Oceanico | Proto-Polinesiaco |
| --------- | ------------------- | ---------------------- | -------------- | ----------------- |
| cane      | *asu                | *asu                   | –              | –                 |
| uccello   | *qayam              | *qayam, *manuk         | *manuk         | *manu             |
| serpente  | *SulaR              | *hulaR, *nipay         | *mwata         | *ŋata             |
| pidocchio | *kuCu               | *kutu                  | *kutu          | *kutu             |
| pesce     | *Sikan              | *hikan                 | *ikan          | *ika              |

### Colori e direzioni
Sotto la denominazione dei colori in Proto-austronesiano, Proto-Maleopolinesiaco, Proto-Oceanico, e Proto-Polinesiaco. I primi tre sono stati ricostruiti da Robert Blust, mentre i termini Proto-Polinesiaci si devono ad Andrew Pawley. Nel Proto-Polinesiaco compaiono parecchie innovazioni che non ci sono negli altri protolinguaggi.
| Colore | Proto-austronesiano | Proto-Maleopolinesiaco | Proto-Oceanico | Proto-Polinesiaco       |
| ------ | ------------------- | ---------------------- | -------------- | ----------------------- |
| bianco | *ma-puNi            | *ma-putiq              | *ma-puteq      | *tea                    |
| nero   | *ma-CeŋeN           | *ma-qitem              | *ma-qetom      | *quli(-quli)            |
| rosso  | *ma-puteq           | *ma-iRaq               | *meRaq         | *kula                   |
| giallo | –                   | *ma-kunij              | *aŋo           | *reŋareŋa, *felo(-felo) |
| verde  | *mataq              | *mataq                 | *karakarawa    | *mata (?)               |

Il Proto-austronesiano usa due tipi di direzioni, basati sull'asse terra-mare e l'asse dei monsoni. Questo è dovuto al fatto che i Proto-austronesiani erano usi vivere in piccole isole, in cui il mare era visibile da ogni punto. Le direzioni cardinali, nord, sud, est, ovest sono entrate nelle lingue Austronesiane solo dopo il contatto con gli europei.
- *daya: entroterra (anche a monte/in salita)
- *lahud: al mare (anche a valle/in discesa)
- *SabaRat: monsone occidentale
- *timuR: monsone orientale
- *qamiS: vento del nord

È interessante che a Kavalan, Amis, e Tagalog, *timuR significa "sud" o "vento del sud," mentre nei linguaggi delle Filippine meridionali e dell'Indonesia significhi "est" o "vento dell'est."
Nella lingua ilcana, dáya e láud significano rispettivamente "est" ed "ovest," mentre nella lingua puyuma, ɖaya and ɭauɖ significano "ovest" ed "est." Questo perché la tepatria degli Ilokano è la costa nord-occidentale di Luzon, mentre la patria Puyuma è localizzata sulla costa sud-orientale di Taiwan. Nelle lingue Bontok, Kankanaey, e Ifugaw del nord di Luzon *daya significa "cielo" dovuto al fatto che essi vivevano nelle zone più elevate delle Filippine (Blust 2009:301).
Analogamente, nella lingua malese il derivato da *lahud è laut, che significa "mare", usato anche come termine direzionale: timur laut ("nordest", timur = "est") e barat laut ("nordovest", barat = "ovest"). Mentre *daya è usato solo nell'espressione barat daya, col significato di "sudovest".
Differentemente in giavanese *lahud ha originato, lor = "nord" (per il fatto che il Mar di Giava sta a nord dell'isola di Giava).

### Numerali
Di seguito la ricostruzione dei numerali nelle lingue Proto-austronesiano, Proto-Maleopolinesiaco, Proto-Oceanico e Proto-Polinesiaco.
| Numero  | Proto-austronesiano | Proto-Maleopolinesiaco | Proto-Oceanico              | Proto-Polinesiaco |
| ------- | ------------------- | ---------------------- | --------------------------- | ----------------- |
| uno     | *esa, *isa          | *esa, *isa             | *sa-kai, *ta-sa, *tai, *kai | *taha             |
| due     | *duSa               | *duha                  | *rua                        | *rua              |
| tre     | *telu               | *telu                  | *tolu                       | *tolu             |
| quattro | *Sepat              | *epat                  | *pat, *pati, *pani          | *faa              |
| cinque  | *lima               | *lima                  | *lima                       | *lima             |

Il Proto-austronesiano ha differenti set di numerali a seconda si tratti di non-umani ("set A") o umani ("set B") (Blust 2009:279). I numeri cardinali per contare umani sono derivati dai numerali non-umani tramite una reduplicazione-Ca. Questo sistema bipartito per i numerali si ritrova nelle lingue: Thao, Puyuma, Yami, Chamorro ed in vari altri linguaggi (tuttavia, i Paiwan usano ma- e manə- per derivare i numerali umani). In molte lingue delle Filippine come il Tagalog, I due sistemi di numerali si sono fusi (Blust 2009:280-281).
1. isa – set A
2. dalawa – set B
3. tatlo – set B
4. apat – set B (cf. Puyuma pat vs. a-apat)
5. lima – set A
6. anim – set B (cf. Puyuma ʔənəm vs. a-ʔnəm)
7. pito – set A
8. walo – set A
9. siyam – set A
10. sampu – set A

Proto-austronesiano usa anche il prefisso *Sika- per derivare i numeri ordinali (Blust 2009:281).

### Verbi
Di seguito alcuni verbi ricostruiti del Proto-austronesiano, Proto-Maleopolinesiaco, Proto-Oceanico, e Proto-Polinesiaco.
| Verbo                | Proto-austronesiano | Proto-maleopolinesiaco | Proto-oceanico | Proto-polinesiaco |
| -------------------- | ------------------- | ---------------------- | -------------- | ----------------- |
| camminare            | *Nakaw              | *lakaw, paNaw          | *lako, pano    | *fano             |
| nuotare              | *Naŋuy              | *naŋuy                 | *kakaRu        | *kaukau           |
| conoscere            | *bajaq              | *taqu                  | *taqu          | *qiloa            |
| pensare              | *nemnem             | *demdem                | *rodrom        | *manatu           |
| dormire              | *tuduR              | *tuduR                 | *turuR         | *mohe             |
| alzarsi              | *diRi               | *diRi, *tuqud          | *tuqur         | *tuqu             |
| cucire               | *taSiq              | *tahiq, *zaqit         | *saqit, *turi  | *tui              |
| morire, essere morto | *m-aCay             | *m-atay                | *mate          | *mate             |
| scegliere            | *piliq              | *piliq                 | *piliq         | *fili             |
| mosca                | *layap              | *layap, Rebek          | *Ropok         | *lele             |

## Radici Monosillabiche
Le seguenti sono radici monosillabiche ricostruite dal Proto-austronesiano da John Wolff (Wolff 1999).
Forme monosillabali che possono essere ricostruite con un alto grado di sicurezza
- *baw 'su, sopra'
- *bay 'donna'
- *beg 'vento'
- *bit 'portati sulle dita'
- *buñ 'fontanella'
- *but 'strappare'
- *dem ‘pensiero'
- *gem 'primo'
- *kan 'mangiare'
  - *si-kan 'pesce, cibo principale'
  - *pa-kan 'alimento, trama'
  - *paN-kan 'mangiare, cibo'
- *kub
  - *kubkub ‘coprire'
  - *takub ‘coprire qualcosa in un recipiente' (dove *ta- è un prefisso fossilizzato)
- *lid
  - *belit 'vento'
  - *bilid 'vento, scuotere'
  - *pulid 'voltato
- *luk 'piega concava'
- *lum 'maturo'
- *nem 'sei'
- *ñam 'gusto'
- *ñeŋ 'guardare, fissare'
- *ŋa ‘a bocca aperta'
  - *kaŋa ‘avere la bocca aperta'
  - *baŋa 'lacuna, spazio aperto'
  - *binaŋa (< -in- + baŋa) / *minaŋa ‘foce del fiume'
  - *búŋa 'fiore'
  - *paŋa 'bivio'
  - *ʃaŋa 'ramo'
- *pan 'esca'
- *pat 'quattro'
- *peʃ 'comprimere, sgonfiare'
- *pit
  - *kepit ‘pizzicato insieme'
- *pu ‘nonno, bimbo'
- *put 'soffio'
- *ʃaw ‘lavare, sciacquare, bagnare'
- *ʃay 'chi?'
- *ʃek 'roba, riempire completamente'
- *ʃeŋ ‘fermarsi'
- *ʃep 'succhiare'
- *ʃuk andare a, entrare'
- *taw 'uomo'
- *tay 'ponte'
  - *matay 'morire'
  - *patay ‘morto, ucciso'
- *tuk 'colpire, beccare, becco'

Radici monosillabiche di cui si ha buona sicurezza, ma la cui ricostruzione non può essere effettuata in modo inequivocabile
- *baŋ 'mosca'
- *bu ‘trappola per pesci'
- *buʃ ‘gonfiare, soffiare (non ben attestato; parecchie occorrenze nelle lingue Oceaniche)
- dañ 'vecchio (di cose)'
- *daŋ ‘scaldarsi vicino al fuoco'
- *dem 'buio, nuvoloso'
  - *padem 'spento'
- *diʃ 'taglio, lancia'
- *ka ‘fratello maggiore'
- *lag 'spargere'
  - *belag ‘spargere'
  - *pálag 'palmo della mano'
  - *qelag 'ala'
- *laŋ ‘collocato lungo..'
  - *galaŋ 'cuneo, zeppa, posto al di sotto per sostenere'
  - *halaŋ ‘mentire, sbarramento, essere d'ostacolo'
- *leb ‘venire utilizzando l'acqua'
- *lem – vari significati legati ai concetti di 'notte' o 'buio'
- *luñ
  - *luluñ ‘arrotolare'
  - *baluñ ‘ripiegare, avvolgere'
- *pak ‘generare un suono'
- *tan ‘installare una trappola'
- *taʃ 'alto'
- *tuk 'alto, sommità'
- *tun ‘issare una corda'

Sequenze che occorrono come sillabe finali in una grande area ma che non possono essere ricostruite come radici monosillabiche
- *buk
  - *dabuk 'braci'
  - *dábuk ‘battuto fino a ridurlo ad una pasta'
  - *ɣabuk 'polverizzato'
  - *qabuk 'polvere'
  - *bun ‘mucchio, pila'
  - *subun 'mucchio, cumulo'
  - *timbun / *tábun (?) 'mucchio'
- *bun ‘rugiada, foschia'
  - *ɣábun 'nebbia'
- *buq 'addizionare, incrementare'
  - *tubuq ‘crescita, sparo'
- *duŋ 'protetto, rifugio'
- *ket
  - *deket 'vicino'
  - *jeket 'stecco'
  - *ñiket / ñaŋket 'vischioso'
  - *ñiket ‘sostanza vischiosa'
  - *siket ‘legare'
- *kuŋ
  - *bekuŋ 'arco'
  - *dekuŋ 'curva'
  - *leŋkuŋ 'curva'
- *kup
  - *aŋkup 'messo nelle mani fatte a ciotola'
  - *tukup 'coperto'
- *kut
  - *dakut 'prendere in mano'
  - *ɣakut 'legare insieme'
  - *ʃaŋkut 'prenderre con un uncino'
- *laq
  - *telaq / *kelaq 'rompere' o 'dividere'
  - *belaq 'cleft'
- *liŋ
  - *baliŋ 'vento circostante'
  - *biliŋ 'voltarsi'
  - *giliŋ 'rotolare'
  - *guliŋ 'arrotolare'
  - *paliŋ vento circostante
- *liw
  - *baliw 'ritorno, ritornare'
  - *ʃaliw 'dare in cambio'
- *luʃ 'scivolare', 'scivoloso' o 'liscio'
- *naw
  - *línaw 'calmo'
  - *tiqenaw 'pulito'
- *ŋaw
  - *baŋaw 'cimice'
  - *láŋaw 'mosca'
  - *tuŋaw 'tipo di acari che causano prurito'
- *ŋet
  - *qaŋet 'caldo'
  - *ʃeŋet 'forte, robusto'
  - *ʃeŋet 'odore acre'